# Robert William Paul
Robert William Paul (3 de outubro de 1869 — 28 de março de 1943) era um electricista e fabricante inglês de equipamentos ópticos que se tornou produtor e fabricante também de material de cinema. Teve  importante influência no final do Século XIX e primeiros anos do Século XX no desenvolvimento das novas tecnologias neste domínio. Um seu representante, Edwin Rousby, responsável pela venda de máquinas de projecção do seu fabrico, o teatrógrafo (Theatrographer) produziu as primeiras imagens filmadas em Portugal.
É na sequência desta intervenção que, seduzidos pela novidade, Aurélio Paz dos Reis e Manuel Maria da Costa Veiga realizam os primeiros filmes portugueses: Saída do Pessoal Operário da Fábrica Confiança (1896) e Aspectos da Praia de Cascais (1899).